# Bataille d'Ambarawa
 (septembre 2024).
 (septembre 2024).
La mise en forme du texte ne suit pas les recommandations de Wikipédia : il faut le « wikifier ».
Les points d'amélioration suivants sont les cas les plus fréquents. Le détail des points à revoir est peut-être précisé sur la page de discussion.
- Les titres sont pré-formatés par le logiciel. Ils ne sont ni en capitales, ni en gras.
- Le texte ne doit pas être écrit en capitales (les noms de famille non plus), ni en gras, ni en italique, ni en « petit »…
- Le gras n'est utilisé que pour surligner le titre de l'article dans l'introduction, une seule fois.
- L'italique est rarement utilisé : mots en langue étrangère, titres d'œuvres, noms de bateaux, etc.
- Les citations ne sont pas en italique mais en corps de texte normal. Elles sont entourées par des guillemets français : « et ».
- Les listes à puces sont à éviter, des paragraphes rédigés étant largement préférés. Les tableaux sont à réserver à la présentation de données structurées (résultats, etc.).
- Les appels de note de bas de page (petits chiffres en exposant, introduits par l'outil «  Source ») sont à placer entre la fin de phrase et le point final[comme ça].
- Les liens internes (vers d'autres articles de Wikipédia) sont à choisir avec parcimonie. Créez des liens vers des articles approfondissant le sujet. Les termes génériques sans rapport avec le sujet sont à éviter, ainsi que les répétitions de liens vers un même terme.
- Les liens externes sont à placer uniquement dans une section « Liens externes », à la fin de l'article. Ces liens sont à choisir avec parcimonie suivant les règles définies. Si un lien sert de source à l'article, son insertion dans le texte est à faire par les notes de bas de page.
- La présentation des références doit suivre les conventions bibliographiques. Il est recommandé d'utiliser les modèles {{Ouvrage}}, {{Chapitre}}, {{Article}}, {{Lien web}} et/ou {{Bibliographie}}. Le mode d'édition visuel peut mettre en forme automatiquement les références.
- Insérer une infobox (cadre d'informations à droite) n'est pas obligatoire pour parachever la mise en page.

Pour une aide détaillée, merci de consulter Aide:Wikification.
Si vous pensez que ces points ont été résolus, vous pouvez retirer ce bandeau et améliorer la mise en forme d'un autre article.
Révolution nationale indonésienne
La bataille d'Ambarawa ( indonésien : Palagan Ambarawa) a eu lieu entre l'armée indonésienne récemment créée et l' armée britannique entre le 20 octobre et le 15 décembre 1945 à Ambarawa, en Indonésie.

## Contexte

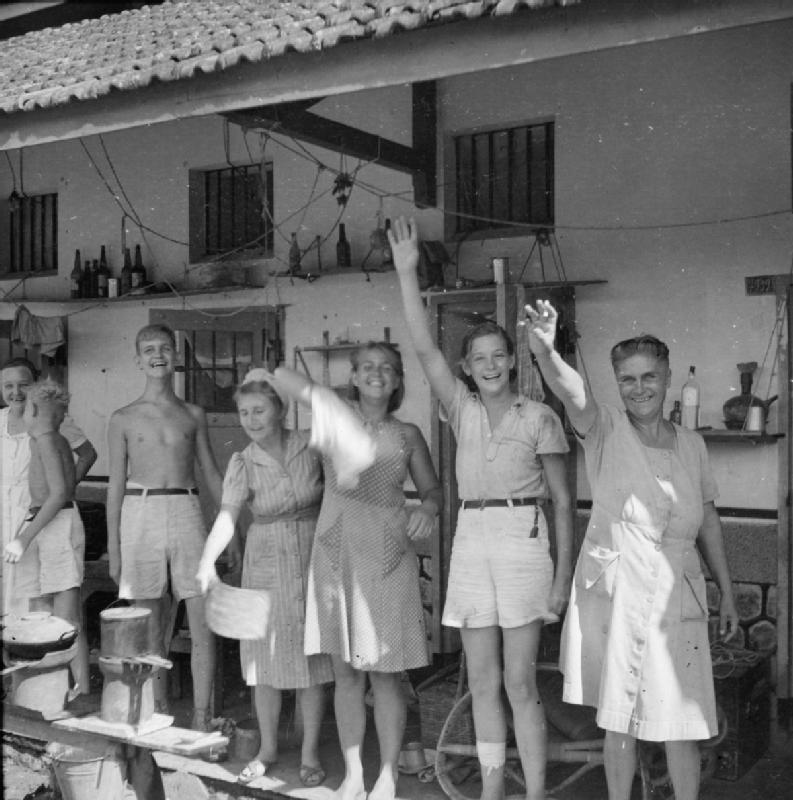
Des civils néerlandais, interné par des nationalistes indonésiens, saluent l'arrivée de la 49e brigade indienne au camp de Bangjoebiroe.

Le 19 octobre 1945, les troupes alliées sous le commandement du lieutenant-colonel Edwardes débarquèrent à Semarang pour désarmer les troupes japonaises et libérer les prisonniers de guerre encore détenus dans les camps du centre de Java. Au début, les troupes furent bien accueillies par les Indonésiens car leur présence mit fin aux attaques des troupes japonaises contre elles en représailles du massacre d'environ 200 civils japonais emprisonnés par des « extrémistes » indonésiens dans la ville de Semarang. Les troupes avaient pour ordre de rester neutres dans les « questions politiques ». Lors d'une réunion avec le gouverneur de Java central, Wongsonegoro, un accord a été conclu selon lequel la police indonésienne serait autorisée à conserver ses armes, mais que les civils seraient désarmés. En retour, les indonésiens s'engageaient à fournir des denrées alimentaires et d'autres produits de première nécessité pour le bon déroulement de l'opérations alliée, tandis que ces-derniers promettaient de ne pas interférer avec la souveraineté du gouvernement actuel. 
Cependant, lorsque les troupes alliées et l'autorité civile des Indes néerlandaises ont commencé à armer les prisonniers de guerre néerlandais libérés à Ambarawa et Magelang, de nombreux habitants locaux se sont montrés en colère. Les relations se sont encore davantage détériorées lorsque les Alliés ont commencé à désarmer les membres de l’armée indonésienne. Le 1er régiment de Kedu central, sous le commandement du lieutenant-colonel M. Sarbini, a commencé à assiéger les troupes alliées stationnées à Magelang en représailles à leur tentative de désarmement. Le président indonésien Sukarno est intervenu pour calmer les tensions et les Alliés ont secrètement quitté Magelang pour rejoindre leur bastion d'Ambarawa. Le régiment de Sarbini a suivi les Alliés à leur poursuite et a été rejoint plus tard par d'autres troupes indonésiennes d'Ambarawa, Suruh et Surakarta. La retraite des troupes alliées a été stoppée au village de Jambu car elle était bloquée par les troupes de la Young Force sous le commandement d'Oni Sastrodihardjo. Les troupes alliées furent plus tard chassées du village voisin de Jambu par la force combinée de l'armée indonésienne.
Au village de Ngipik, les troupes alliées furent à nouveau interceptées par le 1er bataillon de Soerjosoempeno et furent contraintes de battre en retraite après avoir tenté de prendre le contrôle de deux villages autour d'Ambarawa. Les troupes indonésiennes sous le commandement du lieutenant-colonel Isdiman ont tenté de libérer les deux villages, mais Isdiman a été tué au combat avant l'arrivée des renforts. Après la mort du lieutenant-colonel Isdiman, commandant de la 5e division Banyumas, le colonel Soedirman s'est immédiatement rendu sur le terrain pour mener la bataille. Le colonel Soedirman jura de venger la mort d'Isdiman et appela des renforts pour assiéger les positions alliées dans le centre de Java. À l'insu de ses militaires, il avait été élu commandant des forces armées le 12 novembre par contumace, car il était encore avec sa division.

## Bataille

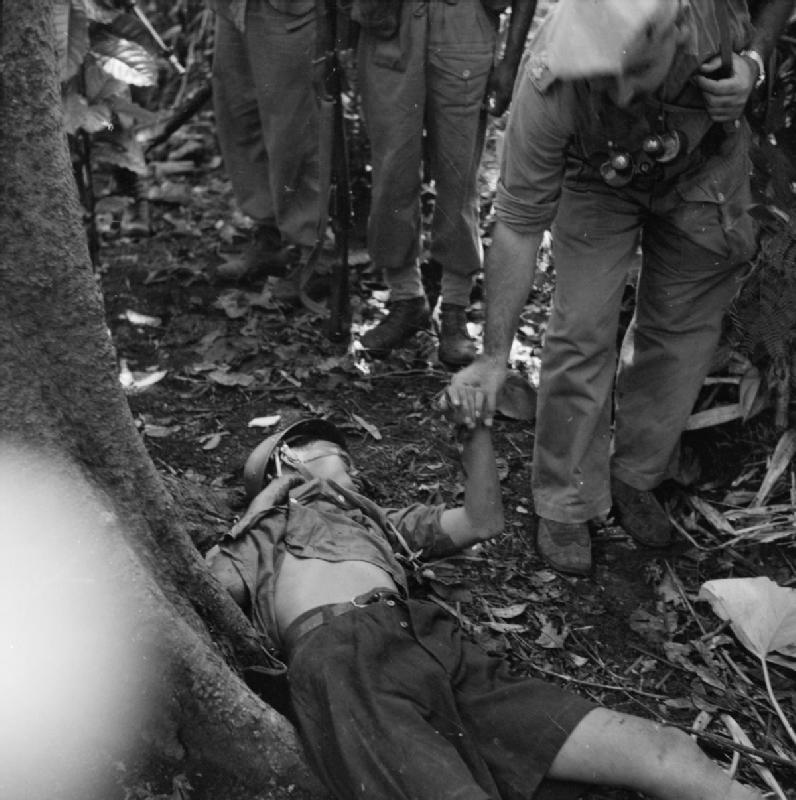
Un adolescent nationaliste tué alors qu'il utilisait un canon antichar britannique de 2 livres capturé

Le matin du 23 novembre 1945, les troupes indonésiennes ont commencé à tirer sur les troupes alliées stationnées à Ambarawa. Une contre-attaque des Alliés a forcé l'armée indonésienne à se replier vers le village de Bedono.
Le 11 décembre 1945, Soedirman a tenu une réunion avec divers commandants de l'armée indonésienne. Le lendemain, à 4h30 du matin, l'armée indonésienne lance un assaut contre les Alliés à Ambarawa. L'artillerie indonésienne a pilonné les positions alliées, qui ont ensuite été envahies par l'infanterie. Lorsque la route Semarang-Ambarawa fut capturée par les troupes indonésiennes, Soedirman ordonna immédiatement à ses forces de couper les voies d'approvisionnement des troupes alliées restantes en utilisant une manœuvre en tenaille. Une coordination a été établie entre les commandements des secteurs et le siège contre l'ennemi s'est resserré. La tactique appliquée était une attaque impromptue simultanément dans tous les secteurs. Des renforts continuèrent d'affluer de Yogyakarta, Surakarta, Salatiga, Purwokerto, Magelang, Semarang, etc. La bataille prit fin quatre jours plus tard, le 15 décembre 1945, lorsque l'Indonésie réussit à reprendre le contrôle d'Ambarawa et que les Alliés se retirèrent sur Semarang.

## Conséquences

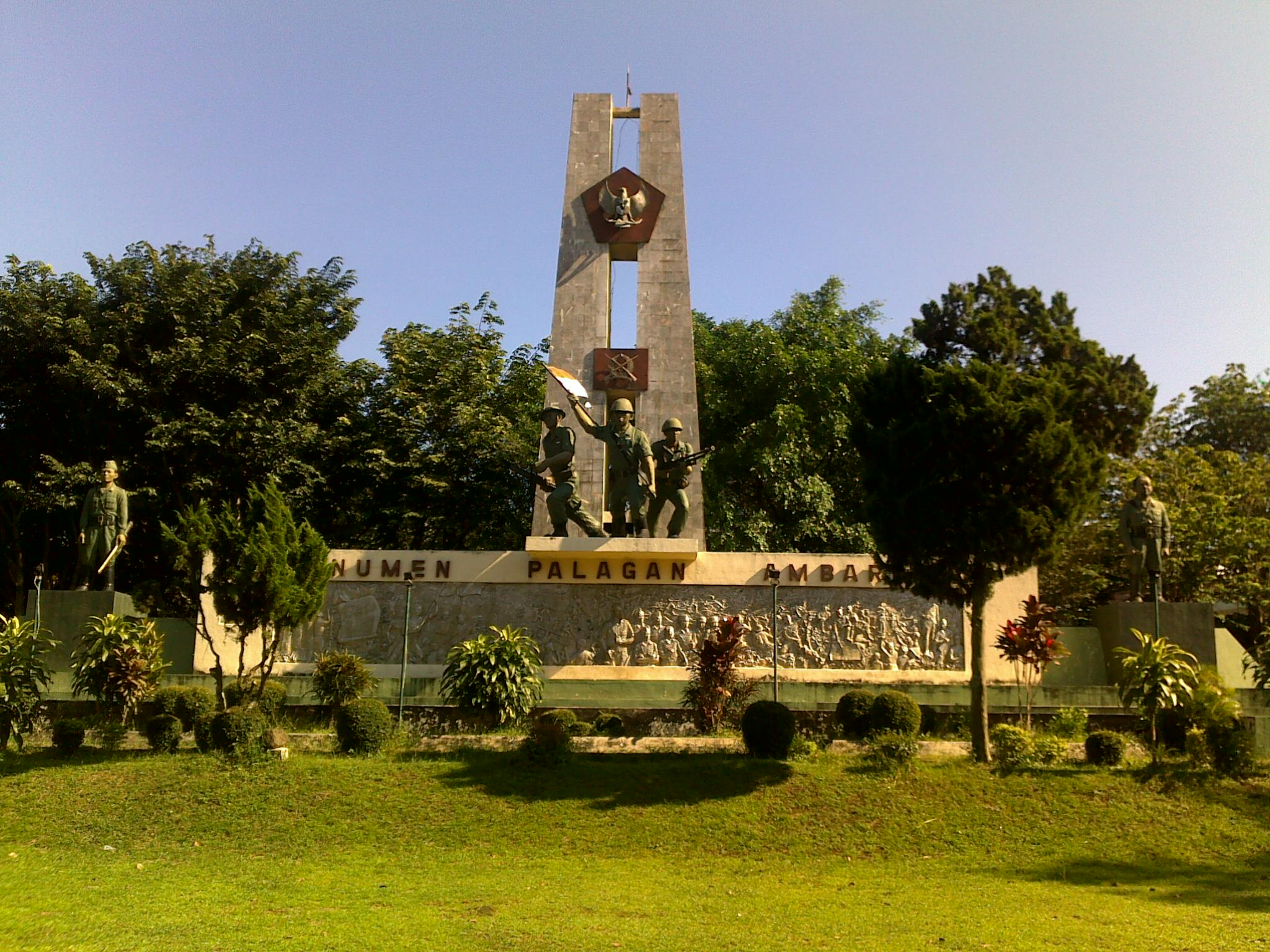
Monument Palagan Ambarawa

Trois jours seulement après la victoire, Soedirman a été promu au grade de général de division et son élection au poste de commandant des forces armées, rétroactive au 12 novembre, a été confirmée, succédant ainsi à Oerip Soemohardjo, le chef par intérim des forces, qui a été nommé chef d'état-major.
Le monument Palagan Ambarawa à Ambarawa a été érigé en mémoire de la bataille. L'anniversaire de la bataille est également célébré dans tout le pays comme la Journée de l'armée indonésienne ( Hari Juang Kartika TNI Angkatan Darat ), un jour de célébration de la toute première victoire de la jeune armée lors de la révolution nationale indonésienne.